# Yasser Ibrahim Farag
Yasser Fathi Ibrahim Farag (in arabo ياسر فتحي ابراهيم فرج‎?; 2 maggio 1984) è un discobolo e pesista egiziano, vincitore in carriera di 1 titolo africano nel getto del peso nel 2006.

## Palmarès
| Anno | Manifestazione                    | Sede        | Evento                     | Risultato | Prestazione | Note                                     |
| ---- | --------------------------------- | ----------- | -------------------------- | --------- | ----------- | ---------------------------------------- |
| 2001 | Africani juniores                 | Réduit      | Getto del peso             | Oro       | 15,44 m     |                                          |
| 2001 | Mondiali allievi                  | Debrecen    | Getto del peso (5 kg)      | Argento   | 19,58 m     | Miglior prestazione personale            |
| 2002 | Mondiali juniores                 | Kingston    | Getto del peso (6 kg)      | 7º        | 19,49 m     | Miglior prestazione personale            |
| 2002 | Mondiali juniores                 | Kingston    | Lancio del disco (1750 g)  | dns       | dns         |                                          |
| 2003 | Africani juniores                 | Garoua      | Getto del peso (6 kg)      | Oro       | 18,13 m     |                                          |
| 2003 | Africani juniores                 | Garoua      | Lancio del disco (1750 g)  | Argento   | 51,87 m     |                                          |
| 2003 | Africani juniores                 | Garoua      | Lancio del martello (6 kg) | Bronzo    | 28,53 m     |                                          |
| 2003 | Africani juniores                 | Garoua      | Lancio del giavellotto     | 5º        | 35,58 m     |                                          |
| 2003 | Campionati panarabi               | Amman       | Getto del peso             | 5º        | 17,44 m     |                                          |
| 2003 | Campionati panarabi               | Amman       | Lancio del disco           | 5º        | 48,52 m     |                                          |
| 2003 | Giochi panafricani                | Abuja       | Getto del peso             | Bronzo    | 17,96 m     |                                          |
| 2003 | Giochi panafricani                | Abuja       | Lancio del disco           | 6º        | 55,73 m     | EXH                                      |
| 2003 | Giochi afro-asiatici              | Hyderabad   | Getto del peso             | 7º        | 16,65 m     |                                          |
| 2004 | Campionati africani               | Brazzaville | Getto del peso             | Bronzo    | 18,51 m     |                                          |
| 2004 | Campionati africani               | Brazzaville | Lancio del disco           | 4º        | 51,10 m     |                                          |
| 2004 | Giochi panarabi                   | Algeri      | Getto del peso             | Argento   | 18,65 m     |                                          |
| 2004 | Giochi panarabi                   | Algeri      | Lancio del disco           | 4º        | 51,68 m     |                                          |
| 2005 | Giochi della solidarietà islamica | La Mecca    | Getto del peso             | 4º        | 17,65 m     |                                          |
| 2005 | Giochi della solidarietà islamica | La Mecca    | Lancio del disco           | 5º        | 56,14 m     |                                          |
| 2005 | Giochi del Mediterraneo           | Almería     | Lancio del disco           | 7º        | 55,38 m     |                                          |
| 2005 | Campionati panarabi               | Radès       | Getto del peso             | Argento   | 18,06 m     |                                          |
| 2005 | Campionati panarabi               | Radès       | Lancio del disco           | Bronzo    | 55,20 m     |                                          |
| 2006 | Campionati africani               | Bambous     | Getto del peso             | Oro       | 18,93 m     |                                          |
| 2006 | Campionati africani               | Bambous     | Lancio del disco           | Argento   | 54,38 m     |                                          |
| 2007 | Campionati panarabi               | Amman       | Getto del peso             | Argento   | 18,70 m     |                                          |
| 2007 | Campionati panarabi               | Amman       | Lancio del disco           | Argento   | 59,71 m     |                                          |
| 2007 | Giochi panafricani                | Algeri      | Getto del peso             | Oro       | 19,20 m     |                                          |
| 2007 | Giochi panafricani                | Algeri      | Lancio del disco           | Argento   | 61,58 m     |                                          |
| 2007 | Giochi panarabi                   | Il Cairo    | Getto del peso             | Bronzo    | 19,42 m     |                                          |
| 2007 | Giochi panarabi                   | Il Cairo    | Lancio del disco           | Bronzo    | 57,74 m     |                                          |
| 2008 | Campionati africani               | Addis Abeba | Getto del peso             | Argento   | 17,39 m     |                                          |
| 2008 | Campionati africani               | Addis Abeba | Lancio del disco           | Argento   | 56,06 m     | Miglior prestazione personale stagionale |
| 2008 | Giochi olimpici                   | Pechino     | Getto del peso             | 37º       | 18,42 m     |                                          |
| 2009 | Giochi del Mediterraneo           | Pescara     | Getto del peso             | 7º        | 18,56 m     |                                          |
| 2009 | Giochi del Mediterraneo           | Pescara     | Lancio del disco           | Bronzo    | 61,07 m     | Miglior prestazione personale            |
| 2009 | Mondiali                          | Berlino     | Getto del peso             | 30º (q)   | 18,69 m     |                                          |
| 2009 | Giochi della Francofonia          | Beirut      | Getto del peso             | Argento   | 18,09 m     |                                          |
| 2009 | Giochi della Francofonia          | Beirut      | Lancio del disco           | Argento   | 59,56 m     |                                          |
| 2009 | Campionati panarabi               | Damasco     | Getto del peso             | Bronzo    | 18,29 m     |                                          |
| 2009 | Campionati panarabi               | Damasco     | Lancio del disco           | Bronzo    | 59,31 m     |                                          |
| 2010 | Mondiali indoor                   | Doha        | Getto del peso             | 20º       | 18,06 m     |                                          |
| 2010 | Campionati africani               | Nairobi     | Lancio del disco           | Argento   | 58,71 m     |                                          |
| 2011 | Giochi panafricani                | Maputo      | Getto del peso             | Oro       | 19,73 m     | Record dei Giochi                        |
| 2011 | Giochi panafricani                | Maputo      | Lancio del disco           | Oro       | 63,20 m     |                                          |
| 2011 | Giochi panarabi                   | Doha        | Getto del peso             | Oro       | 19,44 m     |                                          |
| 2011 | Giochi panarabi                   | Doha        | Lancio del disco           | Argento   | 60,47 m     |                                          |
| 2012 | Campionati africani               | Porto-Novo  | Getto del peso             | Bronzo    | 18,78 m     |                                          |
| 2012 | Campionati africani               | Porto-Novo  | Lancio del disco           | Argento   | 59,61 m     |                                          |
| 2013 | Giochi del Mediterraneo           | Mersin      | Getto del peso             | 6º        | 19,25 m     |                                          |
| 2013 | Giochi del Mediterraneo           | Mersin      | Lancio del disco           | 6º        | 59,72 m     |                                          |
| 2013 | Giochi della solidarietà islamica | Palembang   | Getto del peso             | 5º        | 17,23 m     |                                          |
| 2013 | Giochi della solidarietà islamica | Palembang   | Lancio del disco           | 6º        | 56,01 m     |                                          |
| 2014 | Campionati africani               | Marrakech   | Lancio del disco           | 5º        | 52,82 m     |                                          |

## Altre competizioni internazionali
2006
8º in Coppa del mondo ( Atene), getto del peso - 18,23 m
2010
4º al Meeting international Mohammed VI d'athlétisme de Rabat ( Rabat), lancio del disco - 59,76 m